# Alexander Grischuk
Alexander Igorevich Grischuk, nascido em outubro de 1983 na Rússia, é um enxadrista que detém o título de  Grande Mestre, e campeão nacional de 2009.
Grischuk conquistou duas medalhas de ouro por equipe e uma medalha de bronze no individual em Olimpíadas de Xadrez.
Venceu o Petrosian Memorial, disputado em Moscou, de 03 a 11 de novembro de 2014 de forma invicta, alcançando 5,5 de 7 pontos possíveis (4 vitórias e 3 empates).
Grischuk venceu por três vezes o Campeonato Mundial da FIDE de xadrez blitz em 2006, 2012 e 2015

## Carreira
Em 1996, Grischuk terminou em 21º lugar na seção Sub-14 do Campeonato Mundial juvenil.
Em janeiro de 1998, Grischuk se tornou um Mestre Fide, terminou em 24º na etapa de Moscou da Copa da Rússia com 6/9, e terminou em 18º em Nizhnij Novgorod.
Grischuk fez sua primeira norma de Grande Mestre em janeiro de 2000 no Hotel Ubeda Open marcando 7/10 para o 4º lugar e depois ficou em 4º no Reykjavik Open, marcando 6,5/9. Em junho de 2000, ele venceu o Lausanne Young Masters, derrotando Ruslan Ponomariov na final. Chegando no Top 100 da FIDE pela primeira vez na carreira em julho de 2000 ocupando o 81º lugar com 2606 de rating. Nesse ano ele conquistou a medalha de bronze individual no segundo tabuleiro reserva na Olimpíada de Xadrez em Istambul, Turquia.
Em janeiro de 2002, ele terminou em segundo em seu primeiro torneio Corus com 8,5/13, meio ponto atrás de Evgeny Bareev.
Em janeiro de 2003 ele chegou pela primeira vez no top 10 do mundo com um rating de 2712.
No Campeonato Mundial de Xadrez de 2004, ele chegou às quartas de final, onde perdeu por 3 a 1 para o eventual campeão Rustam Kasimdzhanov.
Grischuk terminou no top 10 na Copa do Mundo de 2005 , qualificando-o para o Torneio de Candidatos de 2007 em maio-junho de 2007.
Em 2007, ele venceu a Partida de Candidatos: Grischuk - Malakhov  e a Partida de Candidatos: Grischuk - Rublevsky  para se qualificar para o Torneio do Campeonato Mundial da FIDE de 2007, onde acabou em último lugar entre 8 jogadores.
Em 2009, Grischuk venceu o Campeonato Russo de Xadrez. Mais tarde naquele ano, ele venceu o tradicional torneio Linares no tiebreak sobre Vasyl Ivanchuk.
Grischuk terminou em terceiro no Grand Prix da FIDE de 2008-10, qualificando-o como o primeiro suplente para o Torneio de Candidatos do ciclo do Campeonato Mundial de Xadrez de 2012. Após a retirada do número 2 do mundo Magnus Carlsen do orneio de candidatos, Grischuk foi nomeado para ocupar seu lugar. Grischuk venceu Levon Aronian nas quartas e Vladimir Kramnik na semifinal para enfrentar Boris Gelfand na final onde perdeu por 3,5-2,5.
Grischuk jogou no Torneio de Candidatos de 2013 em Londres de 15 de março a 1º de abril. Ele terminou em sexto, com uma pontuação de 6½/14 (+1=11-2). 
Em novembro de 2014, ele ficou em primeiro lugar com 5½/7 no Torneio de Xadrez Tashir em memória de Tigran Petrosian em Moscou. Isso o capacitou a cruzar a marca de 2800 de rating.
Em 2020 ele ficou segundo no Grand Prix da FIDE, conquistando uma para o Torneio de Candidatos de 2020. De 16 a 26 de março, Grischuk jogou o Torneio de Candidatos, interrompido pela FIDE após o 7º dia devido à pandemia de COVID-19.Após mais de 1 ano de interrupção. a FIDE retomou com o evento, Grischuk terminou em sexto lugar.
Grischuk  representou a Rússia em 9 ocasiões nas Olímpiadas de Xadrez, conquistando um bronze no segundo tabuleiro reserva em 2000, e 6 medalhas por equipes, ouro (2000 e 2002) prata (2004, 2010 e 2012) e bronze (2016)

## Xadrez blitz
Em 2006, Grischuk venceu o Campeonato Mundial de Xadrez Blitz em Rishon Lezion, Israel, com 10½/15. Ele venceu seu segundo Campeonato Mundial de Blitz em 2012 em Astana, Cazaquistão, com 20 pontos em 30 jogos. Em outubro de 2015, Grischuk venceu o Campeonato Mundial de Blitz pela terceira vez em Berlim com uma pontuação de 15½/21.